# Artaud de Reims
Pour les articles homonymes, voir Artaud.
Artald ou Artaud, mort le 1er octobre 961, est un homme d’Église du Xe siècle. Il fut archevêque de Reims de 931 à 940, puis de 946 à 961.

## Origine familiale
Ses parents ne sont pas connus, mais on sait qu'il avait un frère nommé Dodon et comte d'Omont, ainsi qu'un neveu du nom Manassès qui fut le premier comte de Rethel. Son frère Dodon est mentionné en 933 comme neveu de Bernard, comte de Porcien.

## Biographie
Artaud était moine en 931 quand le roi Raoul et le duc Hugues le Grand vainquirent Herbert II, comte de Vermandois et déposèrent et chassèrent de Reims son fils l'archevêque Hugues, alors âgé de onze ans. Raoul nomma alors Artaud comme archevêque de Reims. En 936, à la mort de Raoul, il sacra le carolingien Louis IV d'Outremer. En 940, Herbert II s'allia au roi de Germanie Otton Ier et à Hugues le Grand, reprit Reims, en chassa Artaud (juin 940) et réinstalla son fils.
Artaud ne renonça pas à son siège et, avec son frère Dodon, combattit Hugues de Vermandois. Herbert II mourut en 943. En 946, le roi Louis IV décida de déposer de nouveau Hugues pour y placer Artaud. La querelle qui opposait les deux archevêques fut résolue par trois synodes tenus respectivement à Verdun, Mouzon et Ingelheim en 948 et Artaud fut confirmé sur son siège. Il mourut en 961 et le concile de Meaux choisit comme successeur Odelric en écartant Hugues, candidat soutenu par ses frères et Hugues Capet.

## Sources
- Foundation for Medieval Genealogy

- (de) Cet article est partiellement ou en totalité issu de l’article de Wikipédia en allemand intitulé « Artaud von Reims » (voir la liste des auteurs).

- (en) Cet article est partiellement ou en totalité issu de l’article de Wikipédia en anglais intitulé « Artald, Archbishop of Reims » (voir la liste des auteurs).